# Mistrzostwa Świata Juniorów w Snowboardzie 2015
Mistrzostwa Świata Juniorów w Snowboardzie 2015 – dziewiętnaste mistrzostwa świata juniorów w snowboardzie. Odbyły się w dniach 6–16 marca 2015 roku w chińskim mieście Yabuli.
Były to trzecie mistrzostwa świata juniorów w snowboardzie rozgrywane w Azji. Poprzednie odbyły się w Vivaldi Park (2006) i Nagano (2009). 

## Wyniki

### Mężczyźni
| Konkurencja         | Data     | Złoto                | Srebro                  | Brąz                 |
| Gigant Równoległy   | 10 marca | Lee Sang-ho          | Dario Caviezel          | Dmitrij Sarsiembajew |
| Slopestyle          | 10 marca | Erik Bastiaansen     | Carlos Garcia Knight    | Mikko Rehnberg       |
| Slalom równoległy   | 11 marca | Władisław Szkurichin | Walerij Kolegow         | Lee Sang-ho          |
| Snowcross           | 13 marca | Daniił Dilman        | Sebastian Pietrzykowski | Ken Vuagnoux         |
| Snowcross drużynowy | 14 marca | Australia            | Niemcy                  | Rosja I              |
| Halfpipe            | 15 marca | Kweon Lee-jun        | Toby Miller             | Chase Blackwell      |

### Kobiety
| Konkurencja         | Data     | Złoto                  | Srebro           | Brąz                  |
| Gigant Równoległy   | 10 marca | Natalja Sobolewa       | Michelle Dekker  | Jelizawieta Salichowa |
| Slopestyle          | 10 marca | Nora Healey            | Elli Pikkujamsa  | Chloé Sillieres       |
| Slalom równoległy   | 11 marca | Natalja Sobolewa       | Jeong Hae-rim    | Jelizawieta Salichowa |
| Snowcross           | 13 marca | Charlotte Bankes       | Juliette Lefèvre | Katie Anderson        |
| Snowcross drużynowy | 14 marca | Francja                | Włochy           | Rosja II              |
| Halfpipe            | 15 marca | Madison Taylor Barrett | Jeong Yu-rim     | Clara Jenner          |

## Tabela medalowa
| Lp. | Państwo           | złoto | srebro | brąz | razem |
| --- | ----------------- | ----- | ------ | ---- | ----- |
| 1   | Rosja             | 4     | 1      | 5    | 10    |
| 2   | Korea Południowa  | 2     | 2      | 1    | 5     |
| 3   | Stany Zjednoczone | 2     | 1      | 2    | 5     |
| 4   | Francja           | 2     | 1      | 1    | 4     |
| 5   | Holandia          | 1     | 1      | 0    | 2     |
| 6   | Australia         | 1     | 0      | 0    | 1     |
| 7   | Niemcy            | 0     | 2      | 0    | 2     |
| 8   | Finlandia         | 0     | 1      | 1    | 2     |
| 9   | Nowa Zelandia     | 0     | 1      | 0    | 1     |
| 9   | Szwajcaria        | 0     | 1      | 0    | 1     |
| 9   | Włochy            | 0     | 1      | 0    | 1     |
| 12  | Kanada            | 0     | 0      | 2    | 2     |